# 巴镇 (印度)
巴镇 (印度)（Bah），是印度北方邦Agra县的一个城镇。总人口14593（2001年）。

## 人口
该地2001年总人口14593人，其中男性7761人，女性6832人；0—6岁人口2249人，其中男1221人，女1028人；识字率65.45%，其中男性为72.67%，女性为57.25%。